# Nuoto ai Giochi della XXXII Olimpiade - 1500 metri stile libero femminili
La gara di nuoto dei 1500 metri stile libero femminili dei Giochi della XXXII Olimpiade di Tokyo è stata disputata il 26 e 28 luglio 2021 presso il Tokyo Aquatics Centre. Vi hanno partecipato 33 atlete provenienti da 22 nazioni.
La competizione è stata vinta dalla nuotatrice statunitense Katie Ledecky, mentre l'argento e il bronzo sono andati rispettivamente all'altra statunitense Erica Sullivan e alla tedesca Sarah Köhler.

## Record
Prima della competizione il record del mondo e il record olimpico erano i seguenti:
| Record mondiale | 15'20"48                              | Katie Ledecky Stati Uniti             | 16 maggio 2018 Indianapolis, Stati Uniti |
| Record olimpico | Evento olimpico di nuova introduzione | Evento olimpico di nuova introduzione | Evento olimpico di nuova introduzione    |

Durante la competizione è stato stabilito il seguente record:
| Data      | Evento     | Atleta        | Nazione     | Tempo    | Record          |
| --------- | ---------- | ------------- | ----------- | -------- | --------------- |
| 26 luglio | Batteria 5 | Katie Ledecky | Stati Uniti | 15'35"35 | Record olimpico |

## Programma
| Data           | Ora (UTC+9) | Turno    |
| -------------- | ----------- | -------- |
| 26 luglio 2021 | 19:53       | Batterie |
| 28 luglio 2021 | 11:54       | Finale   |

## Risultati

### Batterie
| Pos. | Batteria | Corsia | Atleta                     | Nazionalità   | Tempo    | Note             |
| ---- | -------- | ------ | -------------------------- | ------------- | -------- | ---------------- |
| 1    | 5        | 4      | Katie Ledecky              | Stati Uniti   | 15'35"35 | Q,               |
| 2    | 5        | 5      | Wang Jianjiahe             | Cina          | 15'41"49 | Q,               |
| 3    | 4        | 3      | Erica Sullivan             | Stati Uniti   | 15'46"67 | Q                |
| 4    | 4        | 4      | Simona Quadarella          | Italia        | 15'47"34 | Q                |
| 5    | 4        | 6      | Anastasiya Kirpichnikova   | ROC           | 15'50"22 | Q,               |
| 6    | 5        | 3      | Sarah Köhler               | Germania      | 15'52"67 | Q                |
| 7    | 4        | 5      | Maddy Gough                | Australia     | 15'56"81 | Q                |
| 8    | 5        | 7      | Kiah Melverton             | Australia     | 15'58"96 | Q                |
| 9    | 5        | 2      | Ajna Késely                | Ungheria      | 15'59"80 |                  |
| 10   | 4        | 7      | Li Bingjie                 | Cina          | 15'59"92 |                  |
| 11   | 4        | 1      | Merve Tuncel               | Turchia       | 16'00"51 |                  |
| 12   | 3        | 6      | Viktória Mihályvári-Farkas | Ungheria      | 16'02"26 |                  |
| 13   | 4        | 2      | Martina Rita Caramignoli   | Italia        | 16'02"43 |                  |
| 14   | 5        | 8      | Kristel Köbrich            | Cile          | 16'09"09 |                  |
| 15   | 5        | 1      | Mireia Belmonte            | Spagna        | 16'11"68 |                  |
| 16   | 3        | 5      | Julia Hassler              | Liechtenstein | 16'12"55 | Record nazionale |
| 17   | 3        | 1      | Deniz Ertan                | Turchia       | 16'13"22 |                  |
| 18   | 4        | 8      | Jimena Pérez               | Spagna        | 16'15"99 |                  |
| 19   | 2        | 4      | Marlene Kahler             | Austria       | 16'20"05 | Record nazionale |
| 20   | 3        | 3      | Viviane Jungblut           | Brasile       | 16'21"29 |                  |
| 21   | 1        | 4      | Katrina Bellio             | Canada        | 16'24"37 |                  |
| 22   | 3        | 7      | Tamila Holub               | Portogallo    | 16'25"16 |                  |
| 23   | 3        | 2      | Diana Durães               | Portogallo    | 16'29"15 |                  |
| 24   | 2        | 5      | Beatriz Dizotti            | Brasile       | 16'29"37 |                  |
| 25   | 2        | 6      | Helena Rosendahl Bach      | Danimarca     | 16'29"56 |                  |
| 26   | 2        | 3      | Eve Thomas                 | Nuova Zelanda | 16'29"66 |                  |
| 27   | 3        | 4      | Celine Rieder              | Germania      | 16'32"57 |                  |
| 28   | 2        | 2      | Han Da-kyung               | Corea del Sud | 16'33"59 |                  |
| 29   | 5        | 6      | Delfina Pignatiello        | Argentina     | 16'33"69 |                  |
| 30   | 3        | 8      | Katja Fain                 | Slovenia      | 16'35"92 |                  |
| 31   | 2        | 7      | Hayley McIntosh            | Nuova Zelanda | 16'44"43 |                  |
| 32   | 1        | 5      | Arianna Valloni            | San Marino    | 16'54"64 |                  |
| 33   | 1        | 3      | Sasha Gatt                 | Malta         | 16'57"47 |                  |

### Finale
| Pos.    | Corsia | Atleta                   | Nazionalità | Tempo    | Note             |
| ------- | ------ | ------------------------ | ----------- | -------- | ---------------- |
| Oro     | 4      | Katie Ledecky            | Stati Uniti | 15'37"34 |                  |
| Argento | 3      | Erica Sullivan           | Stati Uniti | 15'41"41 |                  |
| Bronzo  | 7      | Sarah Köhler             | Germania    | 15'42"91 | Record nazionale |
| 4       | 5      | Wang Jianjiahe           | Cina        | 15'46"37 |                  |
| 5       | 6      | Simona Quadarella        | Italia      | 15'53"97 |                  |
| 6       | 8      | Kiah Melverton           | Australia   | 16'00"36 |                  |
| 7       | 2      | Anastasiya Kirpichnikova | ROC         | 16'00"38 |                  |
| 8       | 1      | Maddy Gough              | Australia   | 16'05"81 |                  |